# Jan Jarmużewski
Jan Jarmużewski (ur. 1919 lub 1926, zm. 21 grudnia 2017) – polski harcerz, uczestnik II wojny światowej, działacz kombatancki, kawaler orderów.

## Życiorys
Przed wojną miał pracować jako radiotelegrafista, był harcerzem i członkiem harcerskich organizacji bojowych. Podczas kampanii wrześniowej walczył w 67 Pułku Piechoty w okolicach Ostródy i Łowicza. Jego ojciec również był żołnierzem, który zginął podczas walk września 1939. Po wojnie przez szereg lat działał w organizacjach kombatanckich. 19 czerwca 1977 roku został członkiem zarządu Związku Bojowników o Wolność i Demokrację w Ostródzie, gdzie przez szereg lat był dowódcą pocztu i chorążym. Działał w Powiatowym Związku Kombatantów RP i Byłych Więźniów Politycznych w Ostródzie; był jego wiceprezesem i od czerwca 2016 roku prezesem, jednak choroba uniemożliwiała mu sprawowanie obowiązków. Uczestniczył w spotkaniach z harcerzami jako członek Hufca Bojowników o Polskość Warmii i Mazur.
Odznaczony m.in. Medalem za Zasługi dla Kombatantów. Dosłużył się stopnia porucznika w stanie spoczynku.
Zmarł 21 grudnia 2017 roku w wieku 91 lub 98 lat. Pochowany 27 grudnia.